# صانع السلام (مسلسل)
صانع السلام (بالإنجليزية: Peacemaker) هو مسلسل بطل خارق أمريكي من إنتاج جيمس غان لصالح خدمة البث أتش بي أو ماكس، ومستوحى من شخصية تحمل الاسم نفسه من قصص دي سي المصورة. يُعد الموسم الأول من "صانع السلام" المسلسل التلفزيوني الوحيد ضمن عالم دي سي الممتد (DCEU)، ويتبع مباشرة أحداث فيلم الفرقة الانتحارية الصادر عام 2021. يركّز المسلسل على الشخصية المثيرة للجدل "كريستوفر سميث" المعروف بلقب صانع السلام، وهو مرتزق متعصّب يسعى إلى تحقيق السلام بأي وسيلة. أُنتج الموسم الأول بواسطة شركات سافران للإنتاج وترول كورت إنترتينمنت بالتعاون مع وارنر براذرز تيليفيجن، وكان جيمس غان هو المنتج التنفيذي الرئيسي وكاتب جميع الحلقات. أما الموسم الثاني، فينتجه استوديو دي سي، وتجري أحداثه ضمن عالم دي سي الجديد (DCU)، باعتباره جزءًا من "إعادة تشغيل" للكون السينمائي المتعلق بشخصيات دي سي، بعد إعادة هيكلة الاستوديو.
يؤدي جون سينا دور البطولة، مجسّدًا شخصية "صانع السلام" التي سبق أن أداها في فيلم "الفرقة الانتحارية". يشاركه البطولة كل من دانيال بروكس، فريدي ستروما، تشوكودي إيوجي، جنيفر هولاند، ستيف إيجي، وروبرت باتريك. ابتكر غان المسلسل بعد ملاحظته أداء سينا الدرامي خلال تصوير فيلم "الفرقة الانتحارية"، وبدأ بكتابة الموسم الأول أثناء مرحلة ما بعد الإنتاج للفيلم. طلبت منصة ماكس تحويل المشروع إلى مسلسل تلفزيوني في سبتمبر 2020.
بدأ التصوير الرئيسي في فانكوفر، كندا، من يناير حتى يوليو 2021، وأخرج غان خمسًا من حلقات الموسم الأول. اختار استخدام موسيقى الـ"هير ميتال" كعنصر مميز في هوية المسلسل، بما في ذلك أغنية "هل تريد تذوقه" لفرقة "ويغ وام"، التي ظهرت في مشهد الافتتاح الراقص. أُعلن عن موسم ثانٍ في فبراير 2022، وكتب غان جميع حلقاته بنفسه مرة أخرى. بعد تعيينه رئيسًا تنفيذيًا مشاركًا في استوديوهات دي سي، تقرّر أن يكون الموسم الثاني جزءًا من عالم دي سي الجديد. جرى تصوير الموسم في استوديوهات تريليث بمدينة أتلانتا، جورجيا، من أبريل حتى نوفمبر 2024.
عُرض الموسم الأول من "صانع السلام" لأول مرة في 13 يناير 2022، بثلاث حلقات دفعة واحدة، تلتها الحلقات الخمس المتبقية أسبوعيًا حتى 17 فبراير. حظي المسلسل بنسب مشاهدة مرتفعة، وتلقى إشادة نقدية واسعة بفضل أسلوبه الساخر، وأداء سينا، والطرح الإنساني لشخصية البطل المعقّد. ومن المقرر عرض الموسم الثاني في 21 أغسطس 2025. رُشّح المسلسل لعدة جوائز، منها جائزة إيمي للفنون الإبداعية عن تصميم العنوان الافتتاحي. ويجري حاليًا تطوير مسلسل فرعي بعنوان "والر" ، يركّز على شخصية "أماندا والر"، ضمن المشاريع المستقبلية لعالم دي سي الجديد.

## تمهيد
يتتبع الموسم الأول من المسلسل شخصية كريستوفر سميث / صانع السلام بعد تعافيه من الإصابات التي تعرّض لها خلال أحداث فيلم الفرقة الانتحارية (2021) ضمن عالم دي سي الممتد (DCEU). يُجبَر سميث على الانضمام إلى فرقة عمليات سرية تُدعى "مشروع الفراشة" تابعة لمنظمة "أرغوس"، والتي تتولى مهمة تعقّب والقضاء على مخلوقات طفيلية شبيهة بالفراشات، استولت على أجساد العديد من البشر في أنحاء متفرقة من العالم. أما الموسم الثاني، فتدور أحداثه ضمن عالم دي سي الجديد (DCU)، ويأتي عقب أحداث فيلم "سوبرمان" المرتقب صدوره عام 2025

## الممثلون والشخصيات
- جون سينا بدور كريستوفر سميث / صانع السلام: مرتزق متعصّب يؤمن بتحقيق السلام بأي ثمن، ويُجسّد شخصية متناقضة تجمع بين البطولة والانحراف الأخلاقي.
- دانيال بروكس بدور ليوتا أديبايو: ابنة أماندا والر قائدة منظمة أرغوس، وتُعدّ إحدى أعضاء فريق مشروع الفراشة.
- فريدي ستروما بدور أدريان تشيس / الحارس: محارب جريمة يُعلن نفسه بنفسه، يتّخذ من صانع السلام قدوة له، ويعامله كأخ أكبر.
- تشوكودي إيوجي بدور كليمسون مورن: قائد مشروع الفراشة ومرتزق يتبع مباشرةً لأماندا والر، وقد كُشف لاحقًا أنه فراشة مارقة تُدعى إيك نوبي لوك.
- جينيفر هولاند بدور إميليا هاركورت: عميلة في منظمة أرغوس، كُلّفت بالإشراف على مشروع الفراشة من قبل أماندا والر.
- ستيف إيجي بدور جون إيكونوموس: موظف تقني في أرغوس، يقدّم الدعم اللوجستي والتكتيكي لفريق مشروع الفراشة.

- روبرت باتريك بدور أوغست "أوغي" سميث / التنين الأبيض: والد صانع السلام، عنصري أبيض يمدّ ابنه بالتكنولوجيا التي تساعده في تنفيذ مهامه.

## الحلقات
| الموسم | الحلقات | الحلقات | الأصلي        | الأصلي         |
| الموسم | الحلقات | الحلقات | الأول         | الأخير         |
| ------ | ------- | ------- | ------------- | -------------- |
| 1      | 8       | 8       | 13 يناير 2022 | 17 فبراير 2022 |
| 2      | 8       | 8       | 21 أغسطس 2025 | سيُعلن          |

### الموسم الأول
| ر. الإجمالي | العنوان                  | المخرج            | الكاتب   | تاريخ العرض الأصلي |
| ----------- | ------------------------ | ----------------- | -------- | ------------------ |
| 1           | «عالم جديد بالكامل»      | جيمس غان          | جيمس غان | 13 يناير 2022      |
| 2           | «أفضل الأصدقاء... أو لا» | جيمس غان          | جيمس غان | 13 يناير 2022      |
| 3           | «موت جوف أفضل»           | جيمس غان          | جيمس غان | 13 يناير 2022      |
| 4           | «الطريق الأقل تفاهة»     | جودي هيل          | جيمس غان | 20 يناير 2022      |
| 5           | «كل شيء على مايرام»      | روز ماري رودريغيز | جيمس غان | 27 يناير 2022      |
| 6           | «ميرن بعد القراءة»       | جيمس غان          | جيمس غان | 3 فبراير 2022      |
| 7           | «توقّف عن مطاردة قلبي»    | براد أندرسون      | جيمس غان | 10 فبراير 2022     |
| 8           | «البقرة أو لا شيء»       | جيمس غان          | جيمس غان | 17 فبراير 2022     |

## الإصدار
عُرض المسلسل لأول مرة على منصة أتش بي أو ماكس في 13 يناير 2022، بحلقاته الثلاث الأولى. أُصدر المسلسل في المملكة المتحدة في 22 مارس، على "سكاي ماكس" ومنصة "ناو". ومن المقرر عرض الموسم الثاني على نفس المنصة في 21 أغسطس 2025.

## الإستقبال

### عدد المشاهدات
أفاد موقع ديدلاين هوليوود أن كل حلقة من المسلسل حققت نسبة مشاهدة أعلى من سابقتها، كما ذكرت منصة ماكس أن نسبة مشاهدة الحلقة الأخيرة من الموسم كانت أعلى بنسبة 44% من نسبة مشاهدة الحلقة الأولى من المسلسل. ووفقًا للخدمة، حطمت الحلقة الأخيرة الرقم القياسي لأعلى نسبة مشاهدة في يوم واحد لحلقة أصلية على المنصة. في المملكة المتحدة، حيث لم يُعرض المسلسل إلا بعد انتهاء عرضه في الولايات المتحدة، كان المسلسل ثالث أكثر المسلسلات تعرضًا للقرصنة في الربع الأول من عام 2022 بعد مسلسل "نشوة" ومسلسل "ذا بوك أوف بوبا فيت" من ديزني+.